# ويد ويتني
ويد ويتني (بالإنجليزية: Wade Whitney)‏ (13 ديسمبر 1967 ببالتيمور في الولايات المتحدة - ) هو لاعب كرة قدم أمريكي في مركز الوسط. لعب مع رالي إكسبرس ‏.